# تسور
تسور (به ارمنی: Ցոր) یک منطقهٔ مسکونی در جمهوری آرتساخ است که در استان هادروت واقع شده‌است.